# EC 2.3.3
La EC 2.3.3 è una sotto-sottoclasse della classificazione EC relativa agli enzimi. Si tratta di una sottoclasse delle transferasi.

## Enzimi appartenenti alla sotto-sottoclasse
| numero EC   | nome accettato                     |
| ----------- | ---------------------------------- |
| EC 2.3.3.1  | Citrato (Si)-sintasi               |
| EC 2.3.3.2  | Decilcitrato sintasi               |
| EC 2.3.3.3  | Citrato (Re)-sintasi               |
| EC 2.3.3.4  | Decilomocitrato sintasi            |
| EC 2.3.3.5  | 2-metilcitrato sintasi             |
| EC 2.3.3.6  | 2-etilmalato sintasi               |
| EC 2.3.3.7  | 3-etilmalato sintasi               |
| EC 2.3.3.8  | ATP citrato sintasi                |
| EC 2.3.3.9  | Malato sintasi                     |
| EC 2.3.3.10 | Idrossimetilglutaril-CoA sintasi   |
| EC 2.3.3.11 | 2-idrossiglutarato sintasi         |
| EC 2.3.3.12 | 3-propilmalato sintasi             |
| EC 2.3.3.13 | 2-isopropilmalato sintasi          |
| EC 2.3.3.14 | Omocitrato sintasi                 |
| EC 2.3.3.15 | Sulfoacetaldeide acetiltransferasi |